# Route 220 (Terre-Neuve-et-Labrador)
Pour les articles homonymes, voir Route 220.
La route 220 est une route de Terre-Neuve-et-Labrador effectuant le tour de la partie sud de la péninsule de Burin de l'île de Terre-Neuve. Elle est reliée à la route Transcanadienne par la route 210.

## Communautés traversées
La liste des communautés traversées par la route 220 dans le sens horaire à partir de Marystown :
- Creston
- Salt Pond
- Lewin's Cove
- Bay View
- Salmonier
- Little St. Lawrence
- St. Lawrence
- Lawn
- Taylor's Bay
- High Beach
- Point May
- Lories
- Grand Bank
- Molliers